# Грбавиця (стадіон)
Стадіон Грбавиця розташований у районі Грбавиця, Сараєво, Боснія і Герцеговина. На футбольному стадіоні є тераси поблизу поля, і це стадіон футбольного клубу Желєзнічар, а також один з стадіонів збірної Боснії і Герцеговини з футболу. Стадіон здатний вмістити 13 785 сидячих глядачів, при цьому, є місця для стоячих глядачів під південними трибунами (до 16 000 людей). Стадіон Грбавиця також відомий як Dolina ćupova (Долина чашок).

## Будівництво
Будівництво футбольного майданчика на Грбавиці розпочали наприкінці 40-х років. Хоча в Сараєво в той час було кілька футбольних майданчиків з трибунами (включаючи нещодавно побудований стадіон «Кошево»), комуністична влада вирішила, що Желєзнічар повинен мати власний ігровий майданчик. Багато прихильників клубу, друзів та членів клубу, в тому числі ряд співробітників Югославської народної армії, допомагали у будівництві стадіону. На відміну від стадіону «Кошево», який був масштабним проєктом з великою підтримкою держави за рахунок коштів та робочої сили, над Грбавицею працювало набагато менше людей, і в результаті було потрібно набагато більше часу. Будували нове поле з дренажною системою та бетонні трибуни. Південна та східна сторона були зроблені з бетону, а дерев'яні підставки, вивезені зі зруйнованого Мар'їнського двору, розмістили на західній стороні. Спочатку Грбавиця була багатоповерховим стадіоном. Були організовані змагання з велоспорту та легкої атлетики, а також футбольні матчі. Врешті-решт його використовували лише для футболу. Офіційно відкритий 13 вересня 1953 року під час матчу західної дивізії Югославії Другої ліги між «Железничарем» та «Шибеником». «Железничар» переміг 4–1.

### Реконструкція 1970-х років

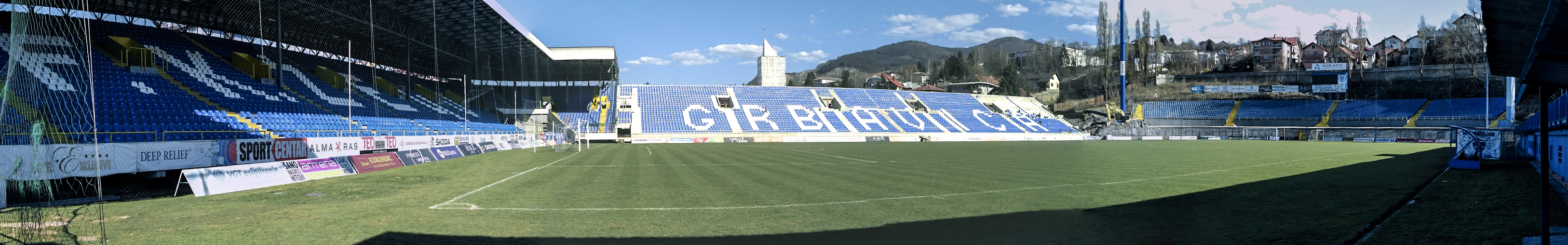
Панорама

У 1968 році розпочався ремонт на стадіоні, а 25 квітня 1976 року Грбавиця була знову відкрита. Було використано близько 50 000 кубометрів матеріалів та встановлено прожектори. Додано два навчальні майданчики та «маленький спортивний стадіон», а також нові вбиральні, душові та інші важливі споруди. Сім'я Джурасович була першими жертводавцями

### 1986: Додано Північну трибуну
У 1986 році була остаточно побудована правильна північна трибуна. Були плани переобладнати і оточити весь стадіон, щоб виглядав як щойно збудована північна трибуна, але вони поки що прилаштовуються. В результаті реконструкції в жовтні 1987 року збірна Югославії з футболу (тренер якої в той час був легендою Желео Івізо Осіма) зіграла свій перший в історії матч на стадіоні. У поєдинку кваліфікації Євро-88 проти Північної Ірландії Югославія виграла 3-0.

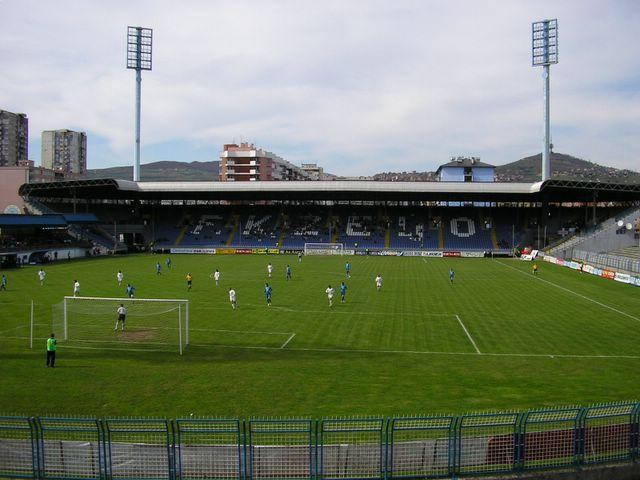
Стадіон у 2006 році

Стадіон зазнав важких структурних пошкоджень під час війни в Боснії, яка вибухнула в 1992 році. Стадіон розташовувався між першими лініями фронту і переніс важкі бої. Сили боснійських сербів спалили дерев'яні тераси на Заході. Лише у 1996 році тут знову відбудеться футбольний матч. Символічно, що перший матч після війни був місцевим дербі . Місткість північних трибун вміщує 5377 місць.
Він був частково перероблений у наступні роки. У 2004 році на північній та південній трибуні було встановлено 8898 місць, і також деякі невеликі роботи були виконані на терасах. Остання основна робота, проведена на стадіоні, була в 2008–09 рр., коли зремонтували прожектори. 22 квітня 2009 року, приблизно через 18 років, на Грбавиці знову відбулася гра під прожекторами. З'явилися нові пропозиції щодо капітального ремонту поточних об'єктів. Новий проект пропонує створити нові тераси на даху з кожного боку та збільшити кількість місць для сидіння до 24 000. Пропонуються інші споруди, такі як тренувальний майданчик біля стадіону. Ці нові пропозиції ще чекають фінансової підтримки.
У понеділок, 13 лютого 2012 року, частина даху над західною трибуною обвалилася після 10 днів сильних снігопадів . Основною причиною обвалу покрівлі був поганий догляд за всією терасою та дахом,сніг не було прибрано з моменту першого снігопаду, а також військові збитки на будівлях.
Станом на 2016 рік, західні трибуні мають 690 місць з травня 2016 року, тоді як південні трибуни — 3068 місць. На південній підставці встановлено сучасний світлодіодний дисплей.

### 2017: додано східну трибуну

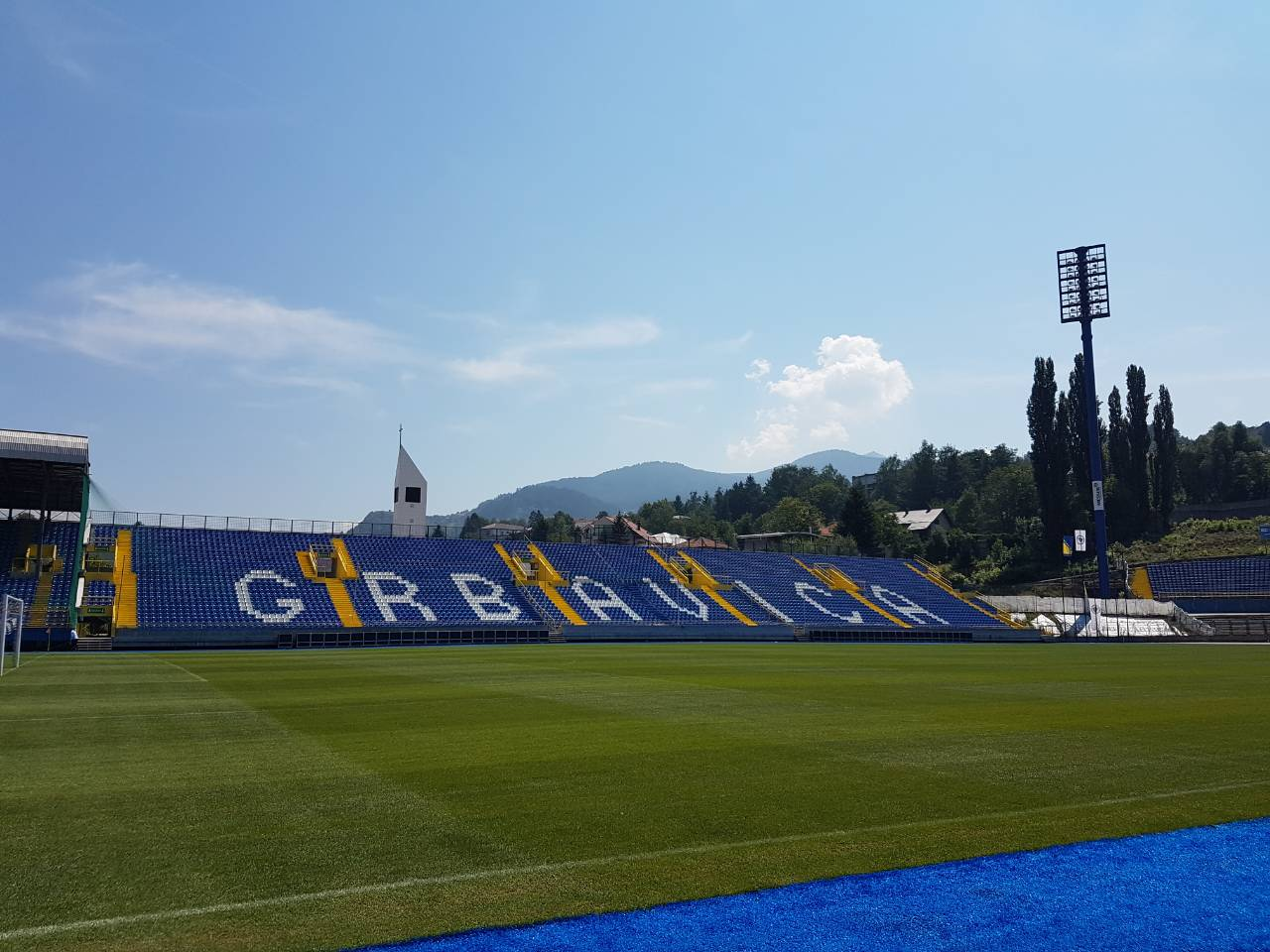
Східний стенд побудований у 2017 році

Східна трибуна була відреставрована на початку квітня 2017 року. Місткість східної трибуни — 4650 місць. Роботи повністю профінансували прихильники клубу та місцевий бізнес. Півзахисник Сполучених Штатів Мікс Діскеруд пожертвував кошти на проект, купивши 50 місць для північної трибуни, а також два десятирічні пропуски на східну трибуну. Колишні менеджери клубу та гравці, такі як Амар Осим, Едін Джеко, Ібрагім Шехіч та Семир Штилич, також пожертвували. Регіональні клуби також підтримали проект, пожертви надійшли від загребського Динамо.
1 квітня 2017 року на матчі проти Слободи Тузли  Східна трибуна була відкрита для публіки.

### 2018: Заміна поля та побудова даху східної трибуни
У травні 2018 року завершили будівництво нового майданчика з дренажною системою. Нове поле було замінено в липні 2018 року.

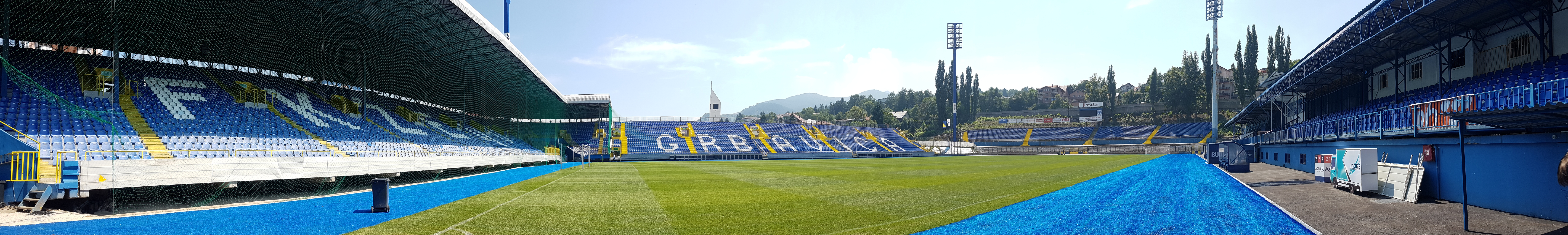
Стадіон Grbavica після заміни дернової трави, серпень 2018 року

### 2020 рік: побудова східного даху
У грудні 2019 року розпочалося будівництво нового даху на східній трибуні стадіону. У березні 2020 року будівництво було закінчено, 8 березня 2020 року Железничар зіграв свою першу гру проти Тузла Сіті під новим дахом.

## Місцезнаходження
Стадіон розташований в мікрорайоні Грбавиця під пагорбом Шанац, по якому проходили залізничні колії. Коли поїзд проїжджав над стадіоном, він гудів, щоб привітати натовп. У наш час стара залізниця вже не використовується. Однак є тролейбуси, які проходять повз стадіон, і відвідувачі можуть зайти на стадіон, використовуючи й інші види громадського транспорту. Лінія трамваїв також дуже близько від станції Соціально, яка знаходиться в 600 метрах від стадіону.

## Відомі матчі
Найпомітнішим матчем сьогодення, що був зіграний на стадіоні, є півфінальний матч-відповідь Кубка УЄФА 1984–85 у середу, 24 квітня 1985 року між «Железничарем» та угорськими гостями « Відеотон ФК» із Секесфехервар . Відеотон виграв перший матч 3-1. Железнічар, завдяки підтримці 27 тисяч вболівальників,відіграв відставання завдяки голам Едіна Бахтича на 5й хв та Едіна Цуріча на 62й хв. За кілька хвилин до кінця Жельо все-таки мав результат, який би дозволив зіграти проти «Реал» у фіналі Кубка УЄФА. Однак катастрофа трапилася на 87-й хвилині, коли правий захисник «Відеотона» Йозеф Чухаї залишився без опіки і забив гол, який вивів його команду до фінал.

### Ювілеї
- У рамках святкування 50річчя заснування 16 червня 1971 року Железничар грав проти «Мілану». Кінцевий результат був 3-3 (однак гра відбулася на стадіоні Кошево).
- У рамках 55річчя заснування «Железничар» (і святкування 90річчя заснування «Арсеналу»), яке відбулося на стадіоні «Грбавіца» 15 серпня 1976 року, «Железничар» команди розійшлися миром 1-1.[17][18]
- У рамках святкування 60річчя заснування «Железничар» у 1981 році збірна Югославії зіграла проти «Железничар» на стадіоні «Грбавіца».
- У рамках святкування 80річчя заснування 2 жовтня 2001 року «Железничар» переміг Вольфсбург завдяки голам, забитими Джелалудіном Мухаремовичем і Нерміном Фатічем.[19]
- У рамках святкування 90річчя заснування 8 листопада 2011 року «Железничар» програв збірній Боснії та Герцеговини 1-2. У збірної двічі відзначився Ібішевіч, гол у відповідь забив Мірсед Бесліжа .[20]

### Міжнародні матчі
Тільки національні збірні.
| Дата                   |                      | Результат |                   | Конкуренція                        |
| ---------------------- | -------------------- | --------- | ----------------- | ---------------------------------- |
| 14 жовтня 1987 року    | Югославія            | 3-0       | Північна Ірландія | Кваліфікація Євро УЄФА 1988        |
| 15 серпня 2001 року    | Боснія і Герцеговина | 2-0       | Мальта            | Товариський матч                   |
| 27 березня 2002 року   | Боснія і Герцеговина | 4-4       | Македонія         | Товариський матч                   |
| 10 серпня 2010 року    | Боснія і Герцеговина | 1-1       | Катар             | Товариський матч                   |
| 7 жовтня 2017 року     | Боснія і Герцеговина | 3-4       | Бельгія           | Кваліфікація чемпіонату світу 2018 |
| 15 жовтня 2018 року    | Боснія і Герцеговина | 2-0       | Північна Ірландія | 2018–19 Ліга націй УЄФА            |
| 23 березня 2019 року   | Боснія і Герцеговина | 2-1       | Вірменія          | Кваліфікація Євро-2020             |
| 18 листопада 2020 року | Боснія і Герцеговина | 0-2       | Італія            | 2020-21 Ліга націй УЄФА            |
| 31 березня 2021року    | Боснія і Герцеговина | 0-1       | Франція           | Кваліфікація чемпіонату світу 2022 |